# Belisário (Muriaé)
Belisário é um distrito do município brasileiro de Muriaé, no interior do estado de Minas Gerais. Segundo o censo demográfico de 2022, realizado pelo Instituto Brasileiro de Geografia e Estatística (IBGE), sua população era de 1 989 habitantes e havia 823 domicílios particulares permanentes ocupados. Possui área de 106,87 km² conforme a Fundação João Pinheiro (FJP).
Teve início com seu fundador, Belisário Alves Pereira, originário de Ubá. O distrito foi criado pelo decreto-lei estadual nº 1.058 de 31 de dezembro de 1943. É banhado pelo rio Fumaça e tem como ponto turístico o Pico do Itajuru, com quase 1 600 metros de altitude.

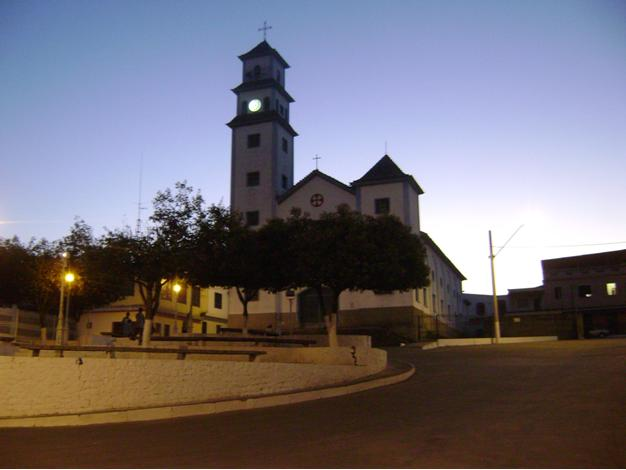
Igreja católica de Belisário e pracinha
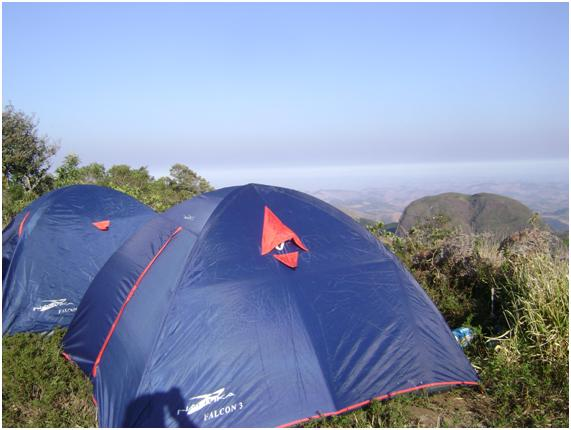
Turistas fazendo montanhismo no Pico do Itajuru